# Lignes d'horizon
Lignes d'horizon est un essai prospectif de Jacques Attali paru en 1990 chez Fayard.

## Thèmes de l'ouvrage
Quelques semaines à peine après la chute du mur de Berlin, Jacques Attali s'interroge dans cet ouvrage sur le nouvel ordre mondial susceptible d'émerger, formule des hypothèses et met en perspective des évolutions technologiques en cours, au delà des évolutions politiques.
Une de ses hypothèses est l'émergence de deux «couples-sœurs» , États-Unis-Japon d'une part, et CEE-Europe de l'Est, d'autre part,, tout en remarquant que « le désordre est l'état naturel du monde, la forme organisée y est l'exception ». Il note cependant que l'avenir des États-Unis semble derrière eux :ce pays s'installe dans les déficits, il ne semble plus être le siège des innovations industrielles, et importe de plus en plus (pour Attali,la richesse repose sur la force industrielle et ne peut pas s'appuyer uniquement sur les services). Jacques Attali parie davantage sur le devenir de l'Asie orientale, et notamment du Japon. 
Il y met également en exergue l'émergence d'objets nomades, « légers, sans attaches, portés par chaque individu »,